# 筱廬

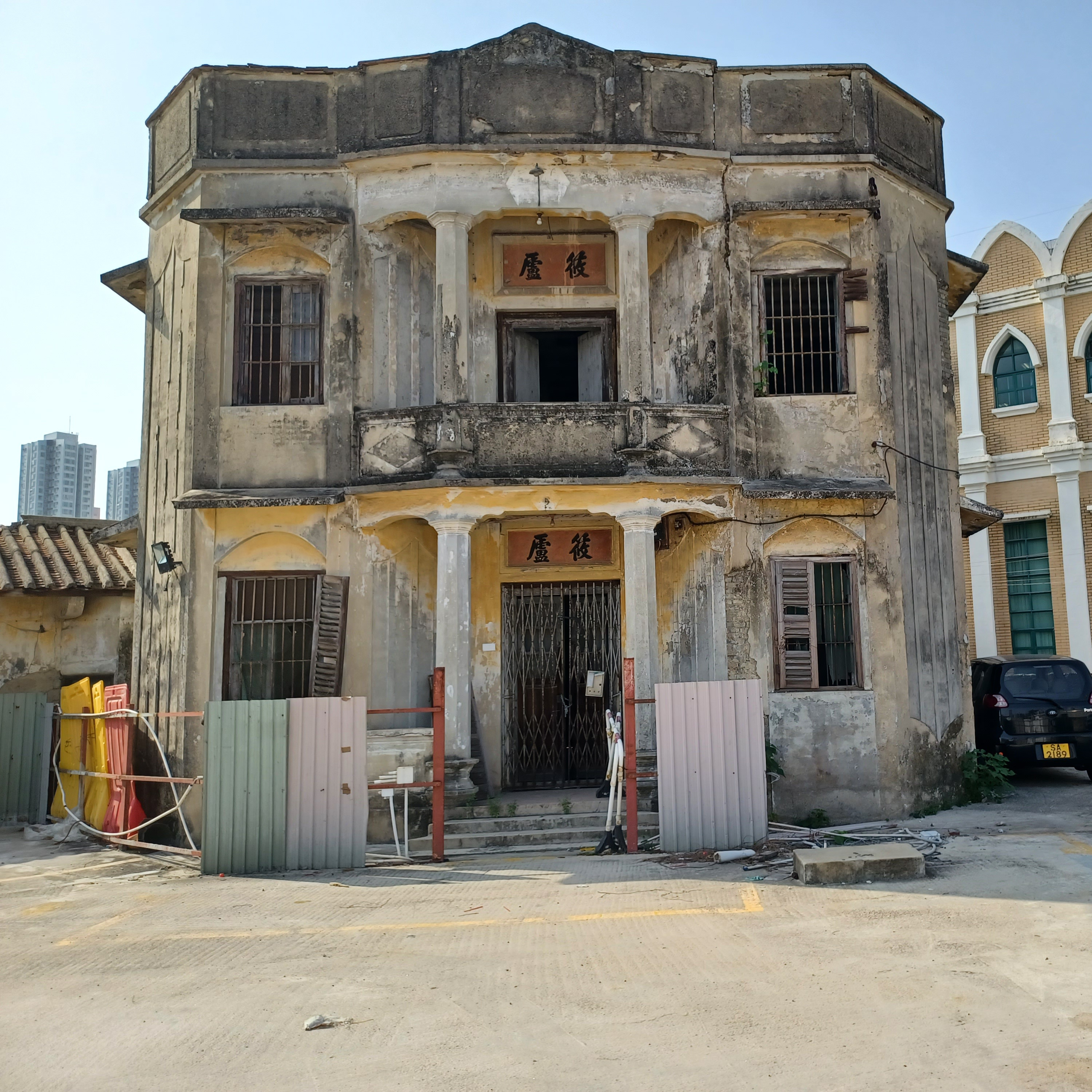
筱廬

筱廬（英語：Siu Lo）位於香港新界元朗大旗嶺，毗鄰大棠路，是一座中西合壁大宅。筱廬於2017年9月7日版被古物古蹟辦事處列為香港三級歷史建築。

## 歷史
筱廬建於1942年，名字有「優雅、精細」的意思，由印尼客家歸僑陳慕青擁有。陳慕青祖籍廣東梅縣，早年在印尼泗水經營雜貨貿易生意發跡，於元朗新墟亦有店鋪，奔走港印兩地。1930年代末，印尼政局不穩，陳慕青一家回港，在大旗嶺向鄧氏購入一間舊屋居住，定名為愚廬。1937年，他購入旁邊一塊農地，於1940年開始建立新家園。1939年，陳氏同鄉、畫家林風眠曾寄居愚廬創作畫作，並將作品《鳥》送贈予陳慕青。
在香港日治時期，陳慕青一家回到家鄉避難，讓在港親屬代為打理大宅，而大宅亦曾作為東江游擊隊的基地之一。陳家直至和平後才回港搬進大宅，陳慕青曾計劃在筱廬旁興建多一座更大的居所，但因戰後物資短缺而作罷，他於1953年逝世。陳慕青女兒陳桂珍曾是基愛小學和拔萃小學的校長。陳氏家族一家30口共80多人一直居於大宅內，在菜田種業、在沙地養雞，家族直至1970年代末遷走，有人移民美加，有人居於元朗市，大宅租出予外人居住至1990年代末。
自2000年代初起，大宅荒廢至今。家族後人一直對保育大宅的意欲不大，曾計畫與發展商合作重建。2013年曾傳出大宅將被清拆的消息，大宅外被圍上鐵板，原建有的圍牆被拆卸，大宅對出的範圍被用作停車場。2016年，陳慕青後人將大宅業權以6,300萬轉售鄧成波家族，2021年地皮再易手予嘉濤（香港）控股。

## 建築
筱廬用混凝土建成，是一座兩層高、中西合壁的別墅，副翼有一座單層的平房建築，用作廚房、廁所、工人房和儲物室。主樓正面建有用八角形柱支撐的門廊和騎樓，大宅外牆兩側用斜角作裝飾，有不同植物攀附在主樓外牆上。

## 未來發展
2019年，業主向城規會申請將地皮的南面部份發展一座六層高的安老院，並將保留筱廬大宅作保育用途。由於安老院部份建築將會建於大宅副翼之上，有保育人士批評此設計將破壞古蹟的完整性。

## 外部連結
- 香港遺美 - 筱廬 （页面存档备份，存于）